# نشان گرمابه
نشان گرمابه (به انگلیسی: Order of the Bath)، یک نشان و حکمی افتخاری است که به واسطه جوانمردی اهدا می‌گردد. این نشان از گونهٔ نشان جوانمردی می‌باشد. جرج یکم مؤسس و بنیان‌گذار نشان گرمابه می‌باشد که در تاریخ ۱۸ مه ۱۷۲۵ میلادی، فرمان تأسیس این نشان را صادر نمود. نام منتسب به این نشان برگرفته از یک مراسم قرون وسطایی با مضمون شرایط انتخاب یک شوالیه و پیش‌نیازهای این مراسم می‌باشد که به گرمابه رفتن (به‌عنوان نمادی از تصفیه) یکی از عناصر آن است. عنوان‌های شوالیه‌ای ایجاد شده بر پایهٔ این نشان، با عنوان شوالیه گرمابه شناخته می‌شدند.

## نگارخانه

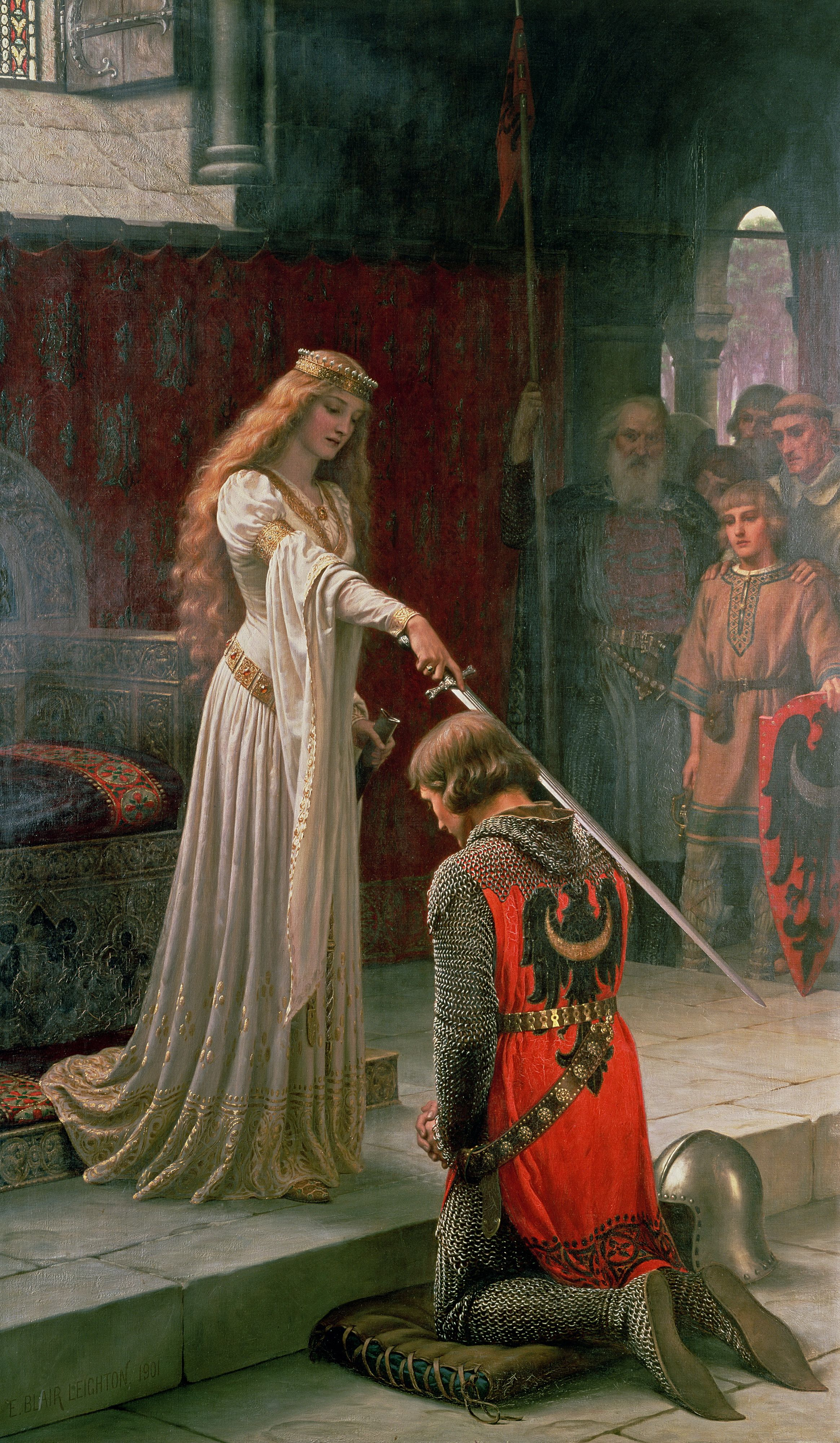
تمجید اثر ادموند لیتون
نشان سلطنتی بریتانیا (نشان گرمابه)
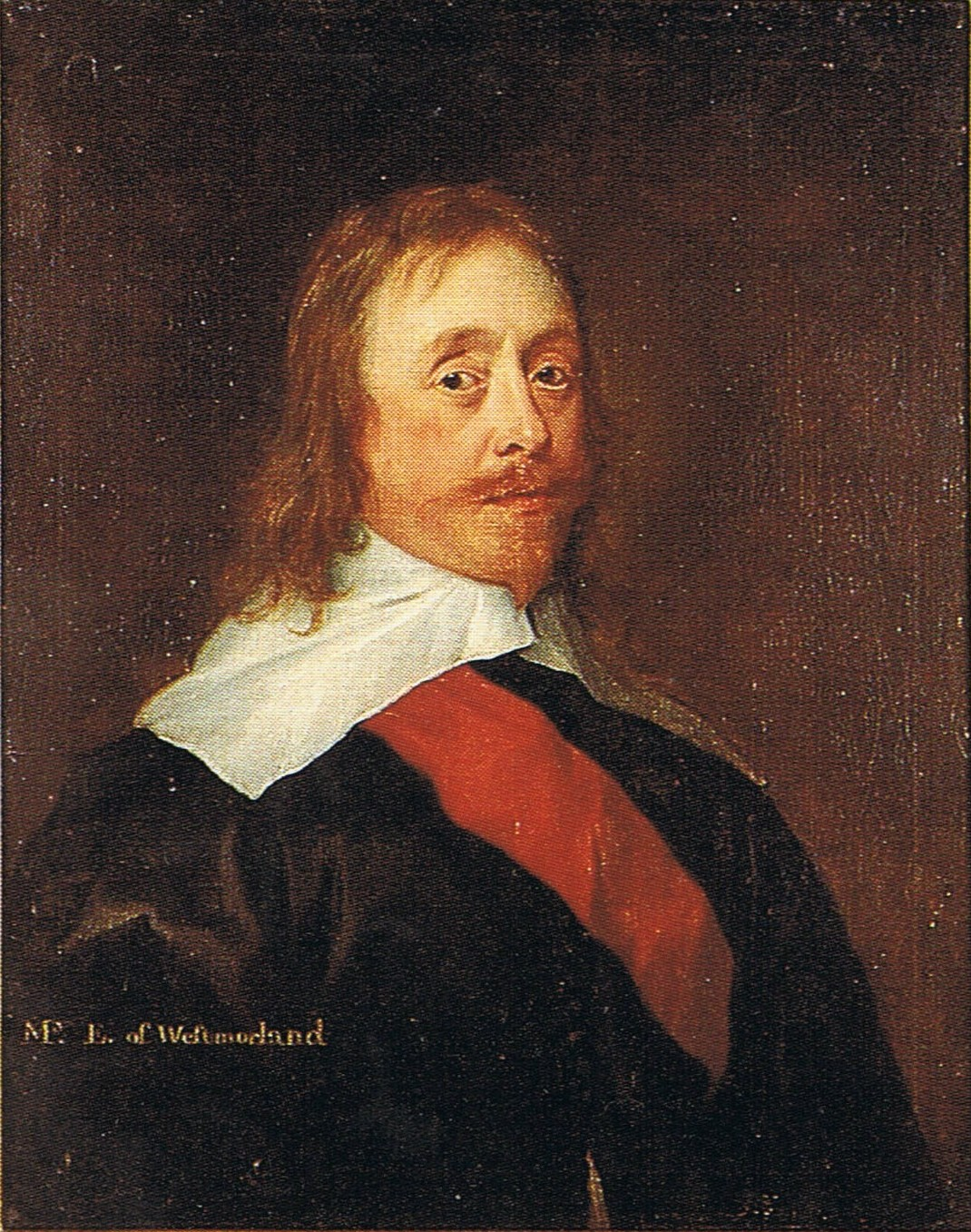
میلدمی فان
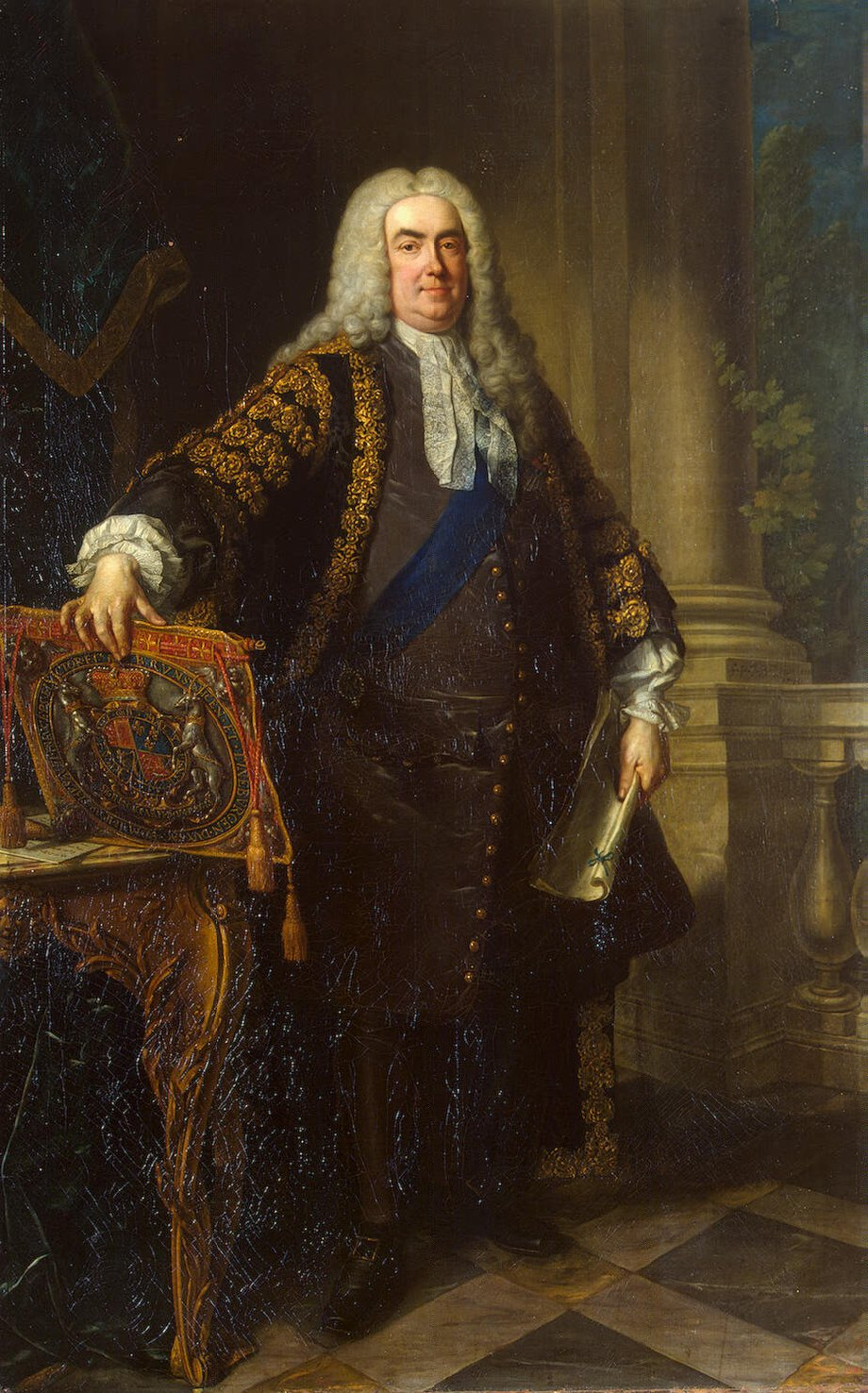
رابرت والپول
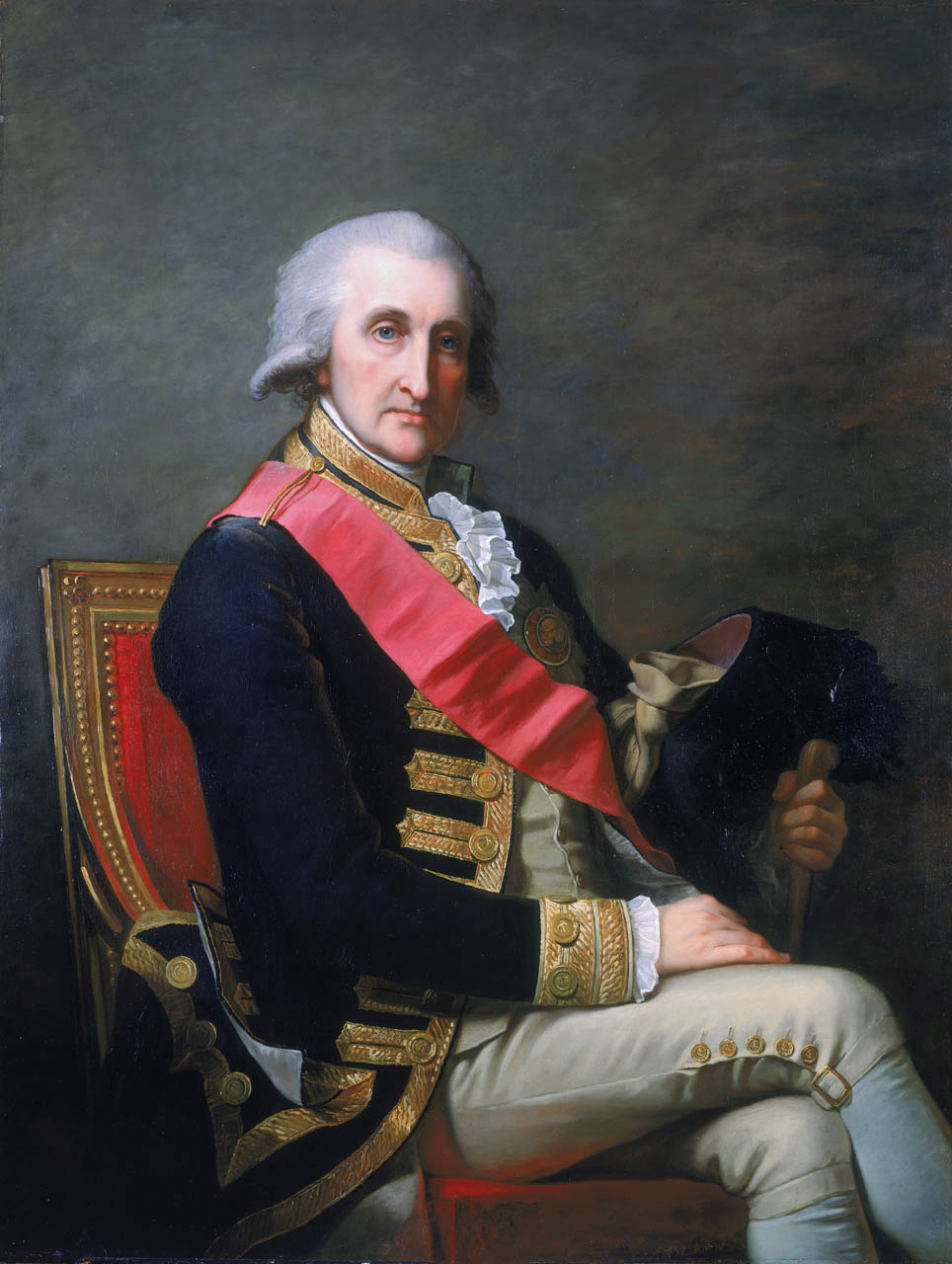
موسنیر، جورج رادنی
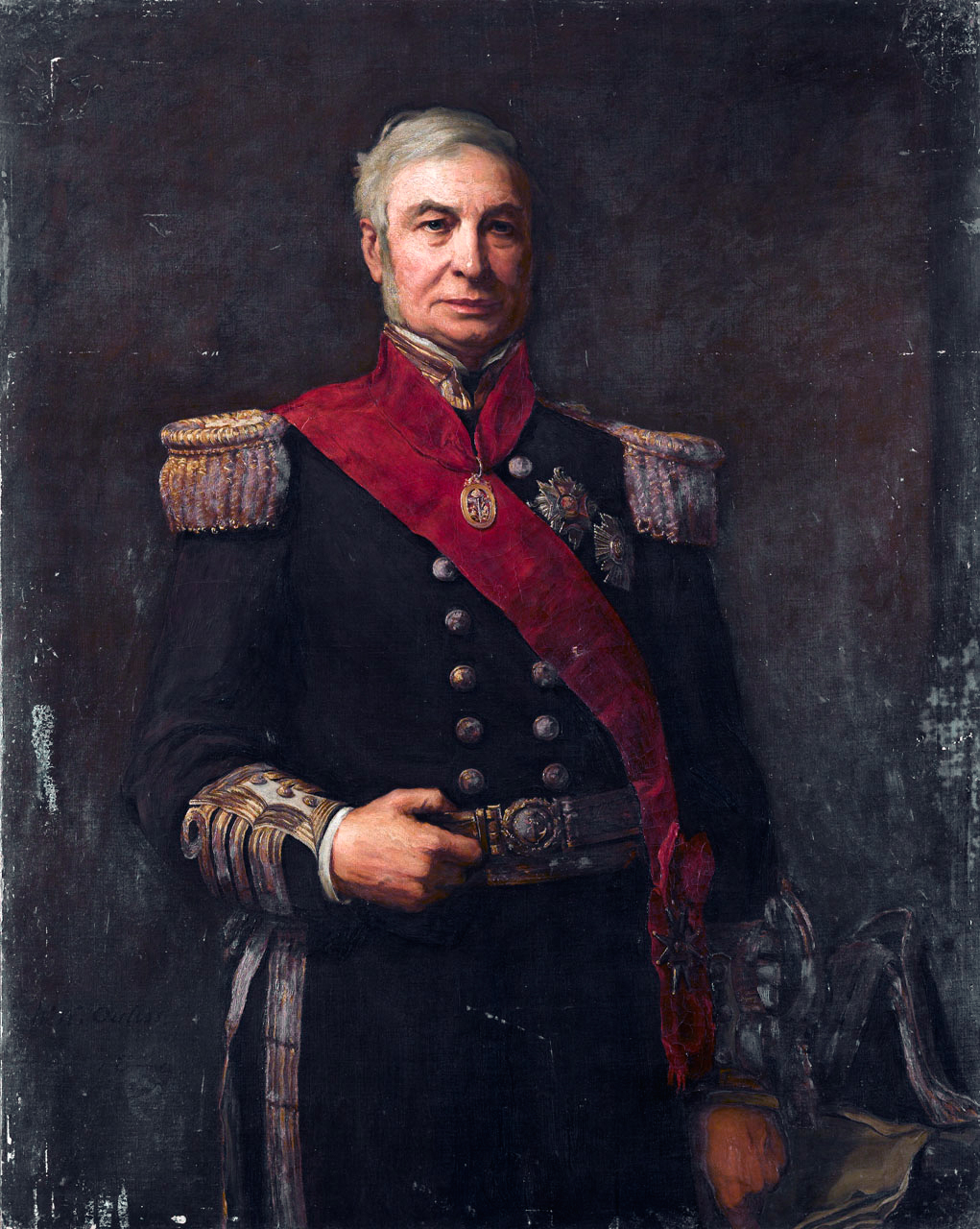
دریاسالار الکساندر میلن (۱۸۰۸-۱۸۹۶) اثر والتر ویلیام اولس
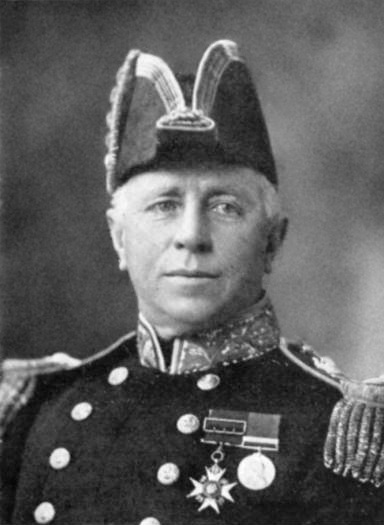
جورج کالاگان - پروژه گوتنبرگ
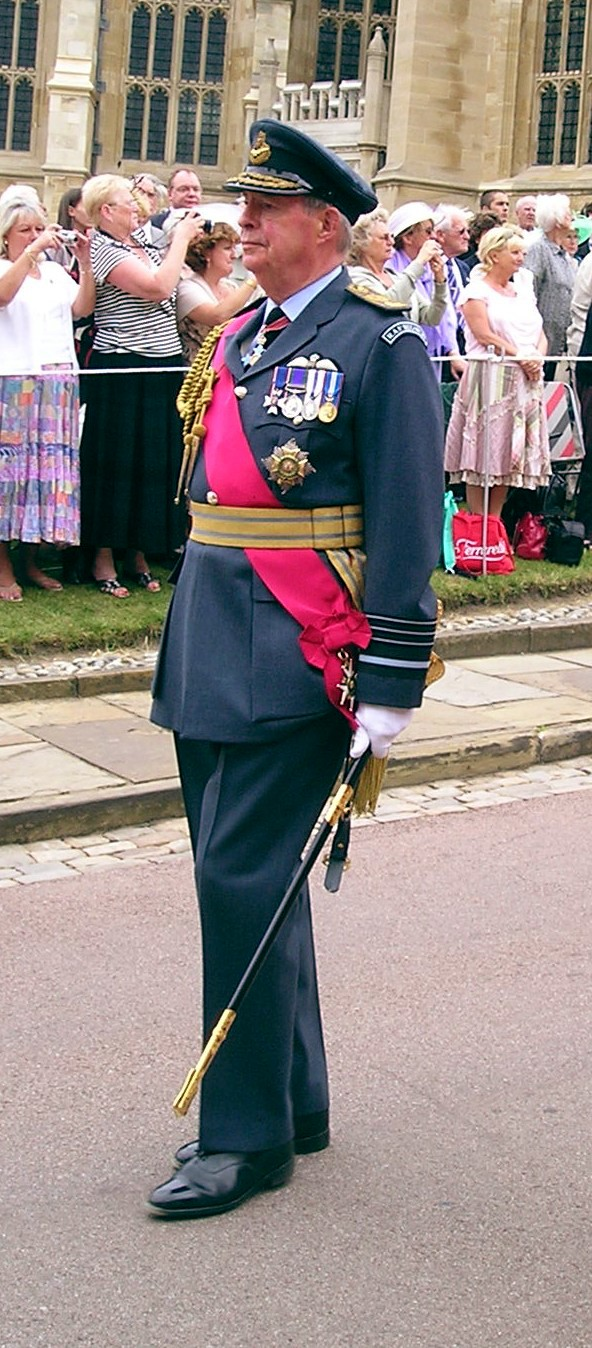
سر ریچارد جونز
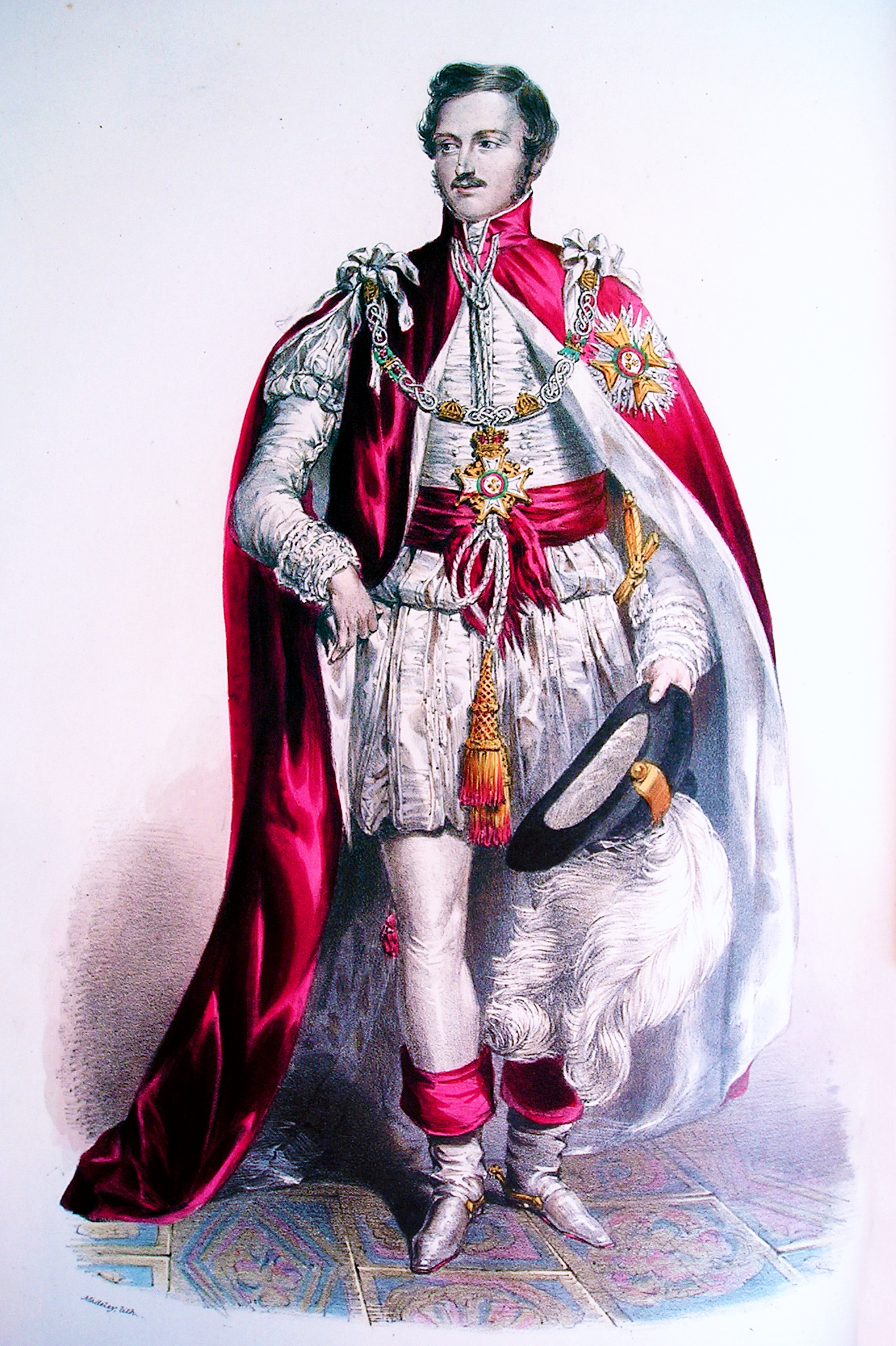
شوالیه صلیب بزرگ از نشان گرمابه
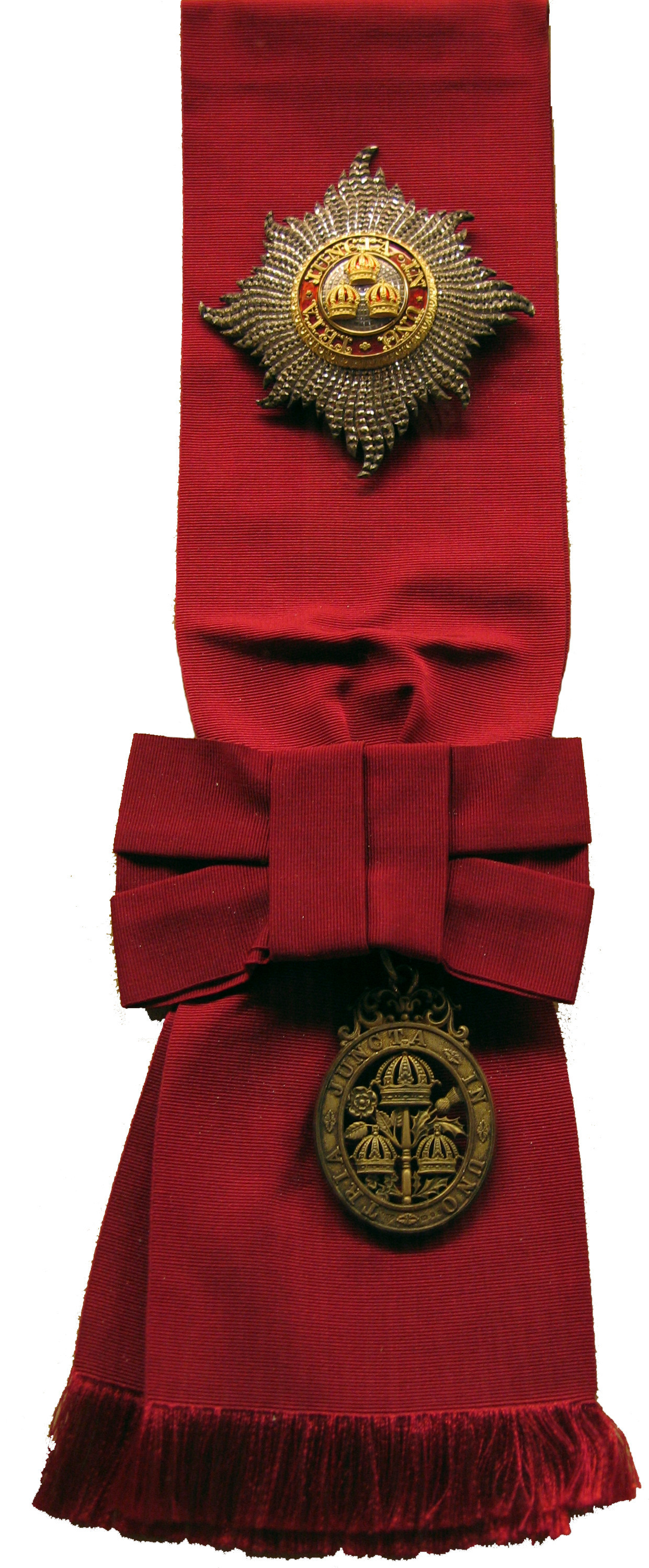
نشان گرمابه
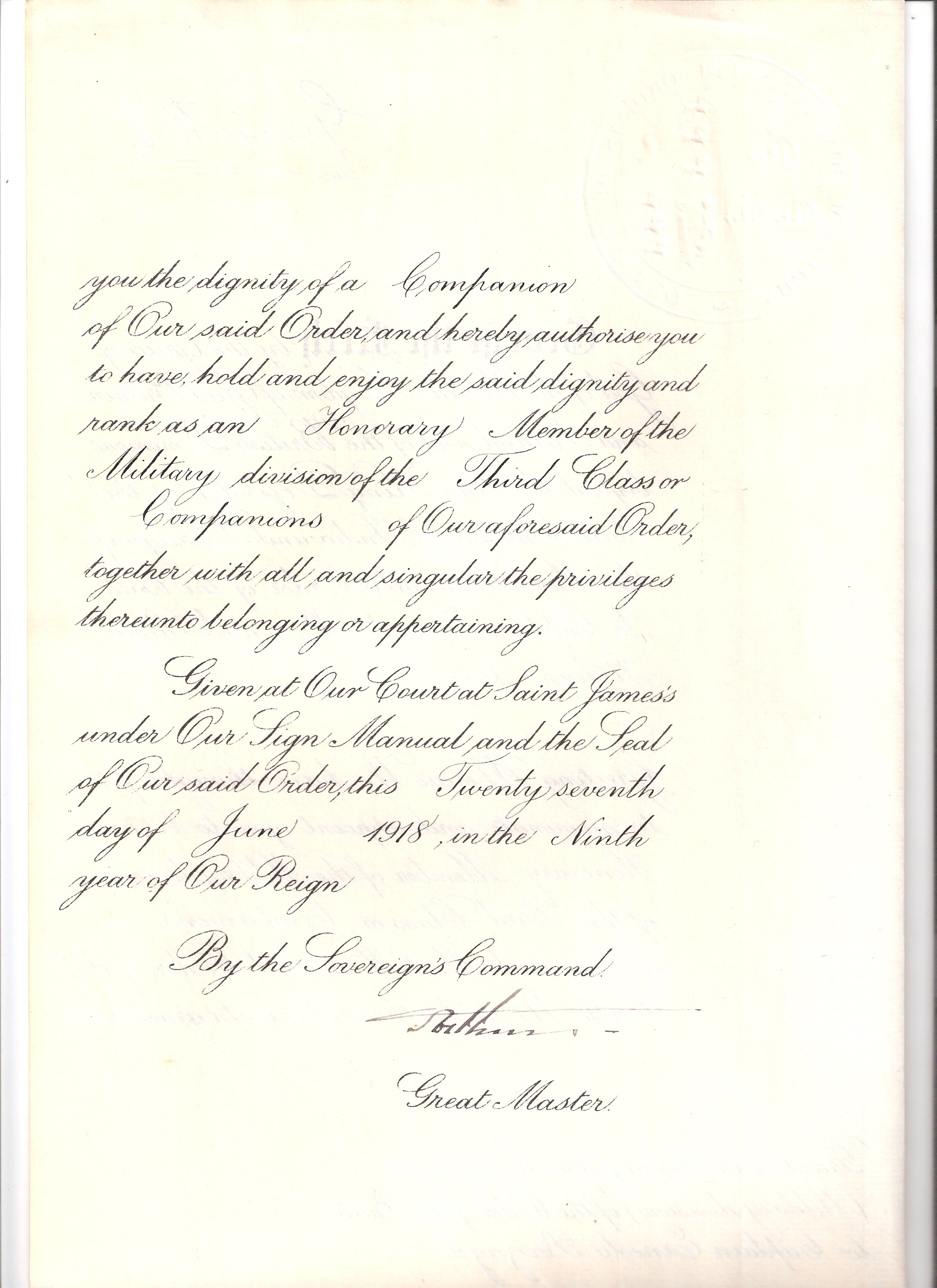
نشان گرمابه برزاگلی
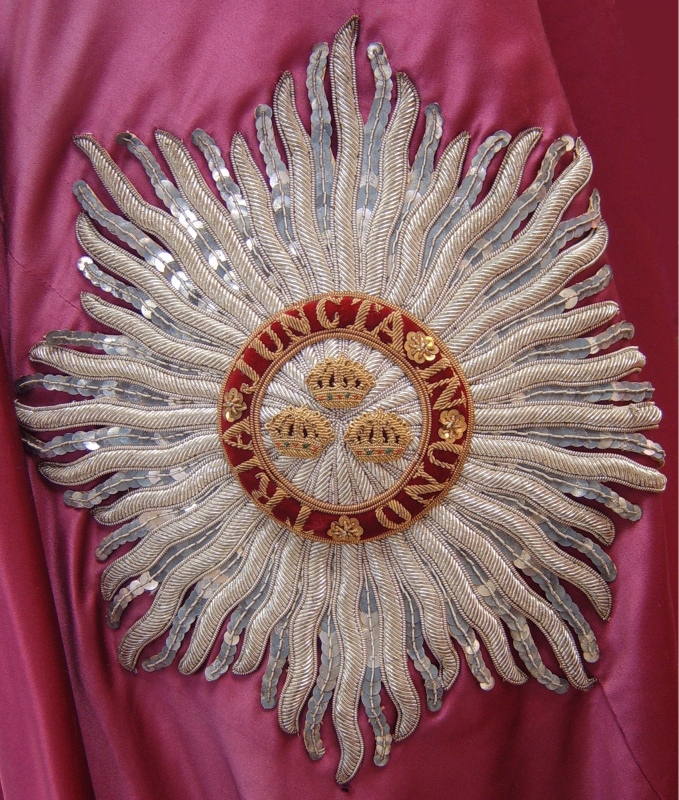
نشان شوالیه/صلیب بزرگ دیم (مدنی)
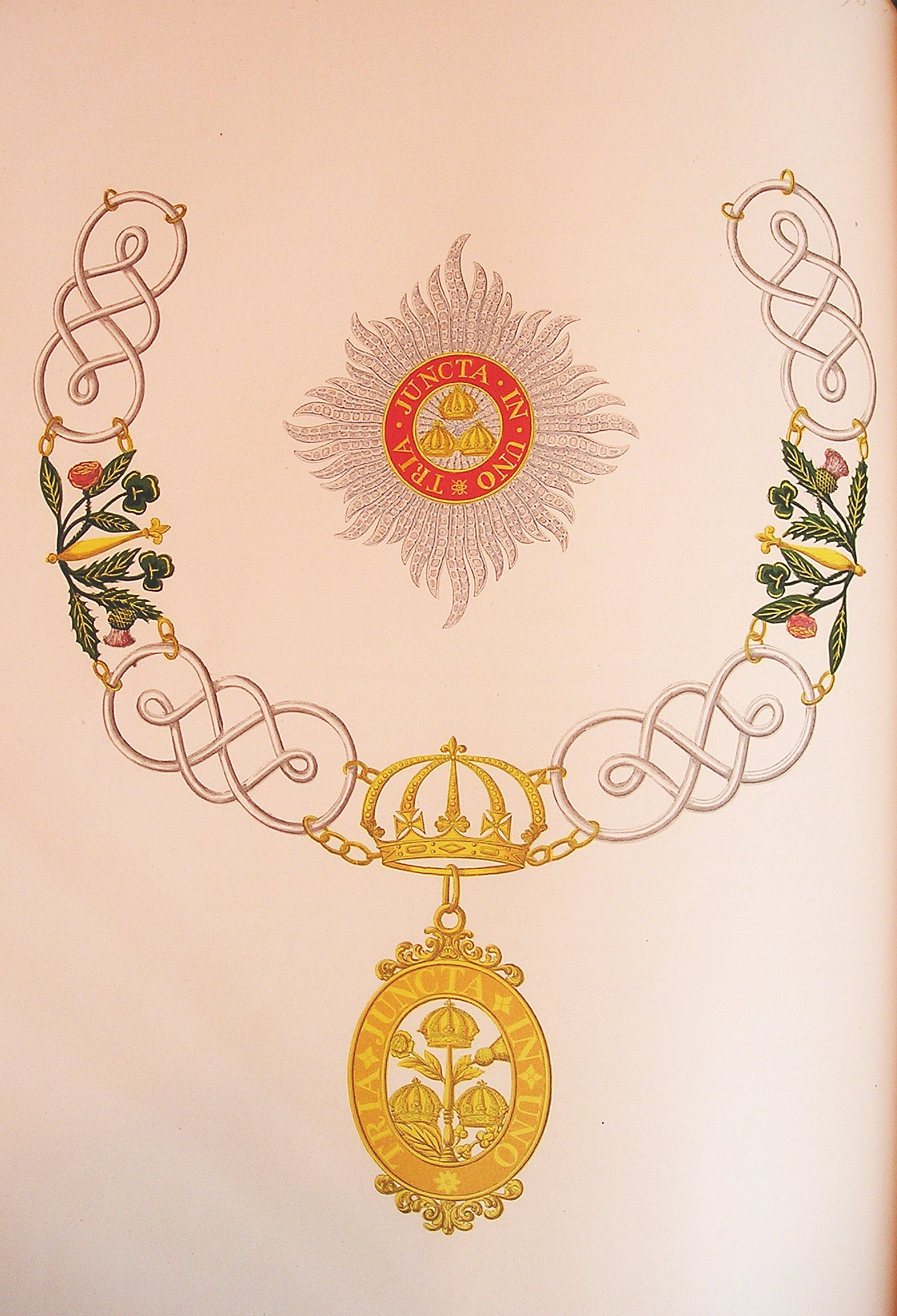
نشان مدنی شوالیه/صلیب بزرگ دیم
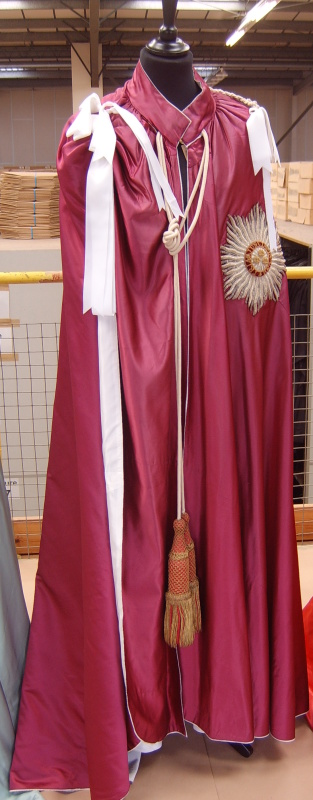
شنل شوالیه/صلیب بزرگ دیم
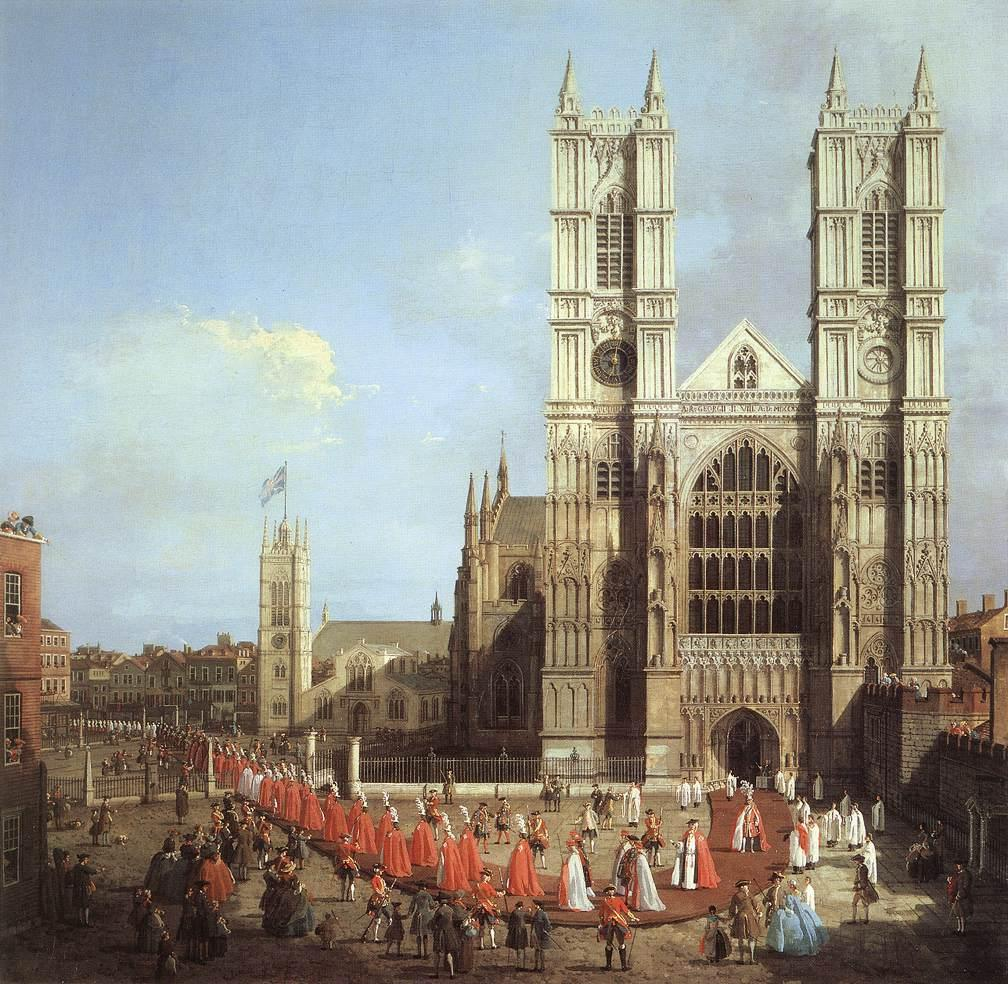
کلیسای وست‌مینستر توسط کانالتو در سال ۱۷۴۹
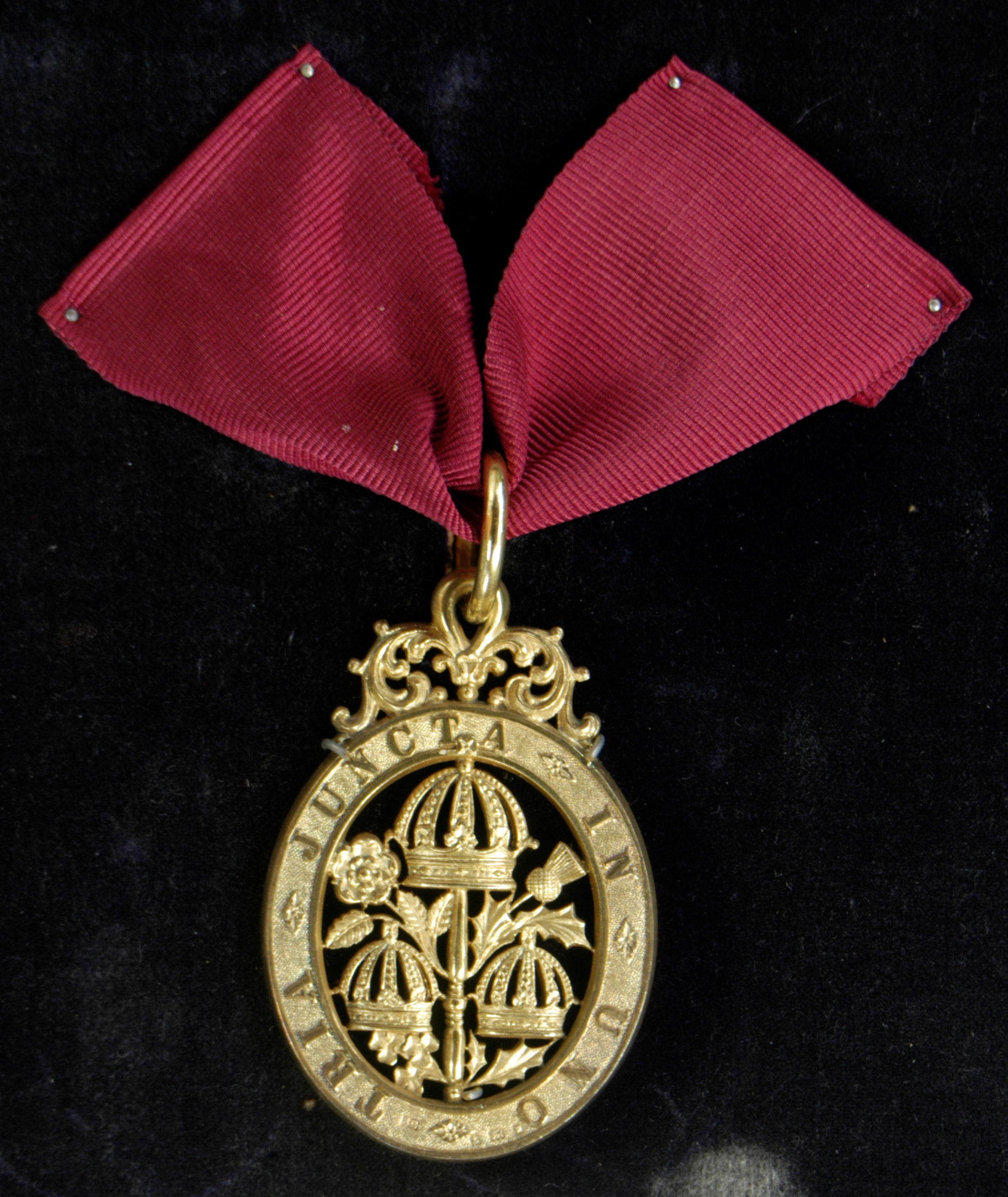
نشان شوالیه فرمانده گرمابه که در سال ۱۹۳۵ به سیسیل فان د سالیس (۱۹۴۸-۱۸۵۹) اعطا شد
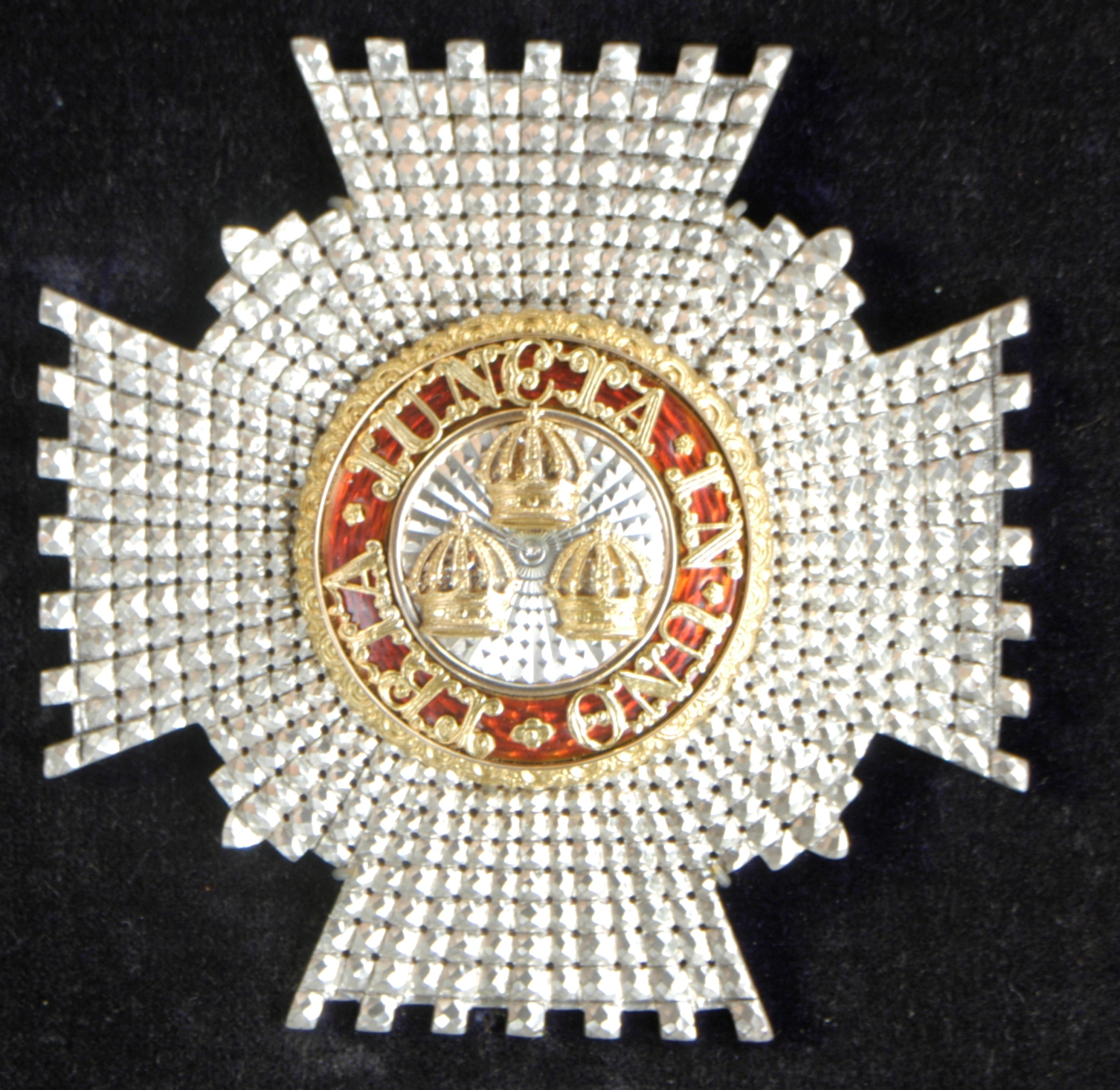
ستاره شوالیه فرمانده گرمابه که در سال ۱۹۳۵ به سیسیل فان دی سالیس (۱۸۵۹-۱۹۴۸) اهدا شد